# Katedrala u Ouagadougou
Katedrala u Ouagadougou (francuski: Cathédrale de l'Immaculée-Conception de Ouagadougo, hr. Katedrala Bezgrešnog začeća) je katedrala u gradu Ouagadougou, glavnom gradu zapadnoafričke države Burkine Faso. 
Sagrađena je na inicijativu francuskog misionara i biskupa Joannya Thévenouda (1878. – 1949.) između 1934. i 1936., a služi kao prvostolnica Nadbiskupije u 
Ouagadougou.
Kao materijal za građu katedrale korištene su opeke od ćerpiča. Arhitekturski oblik podsjeća na romaniku. Stječe se dojam da je katedrala nedovršena no takav je bio plan od početka.
Katedrala se nalazi u centru u gradskoj četvrti Saints pored ulica avenue Bassawarga i avenue de la Cathédrale.
- Katedrala u Ouagadougou
- Unutrašnjost katedrale